# Aklan State University

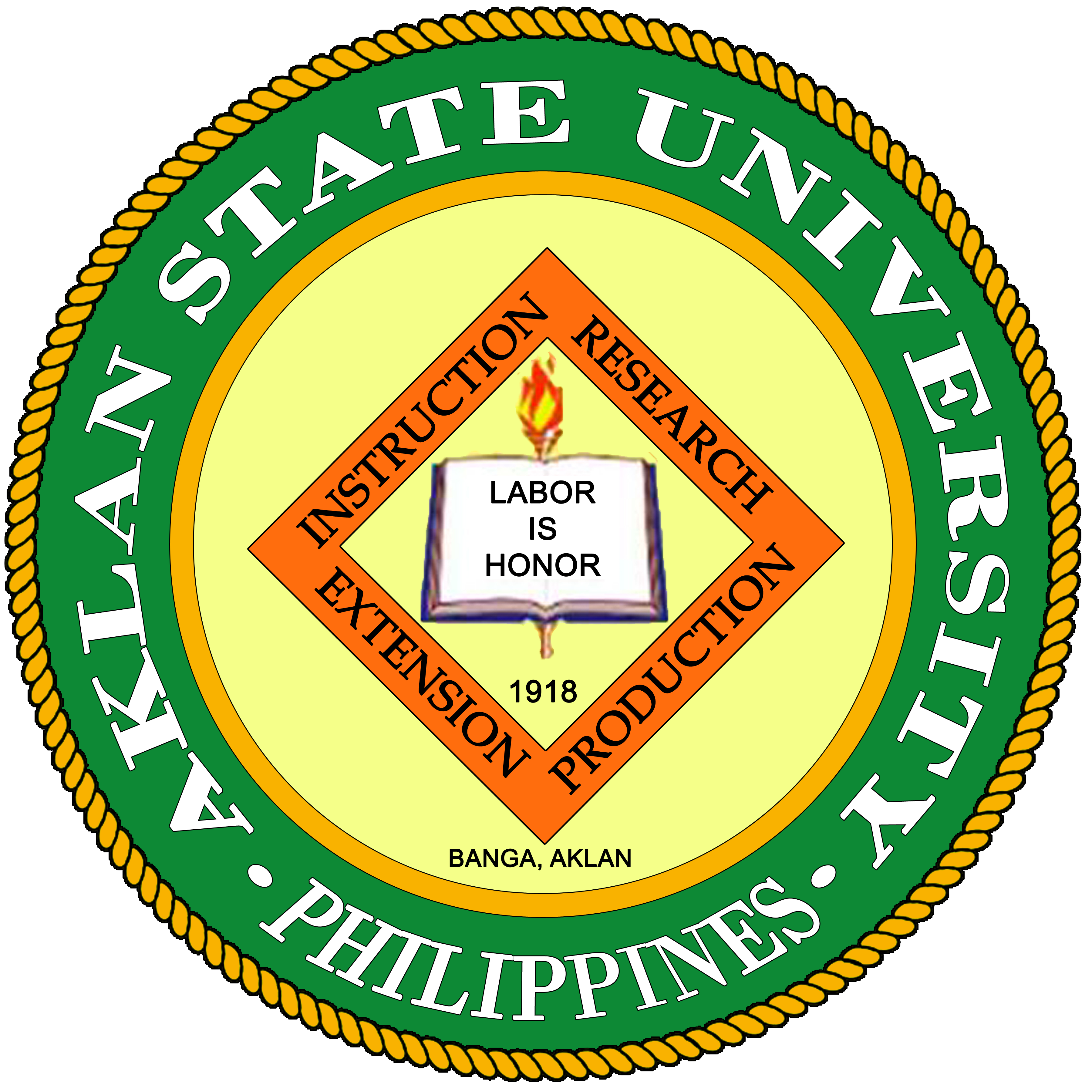
Universitätslogo (2020)

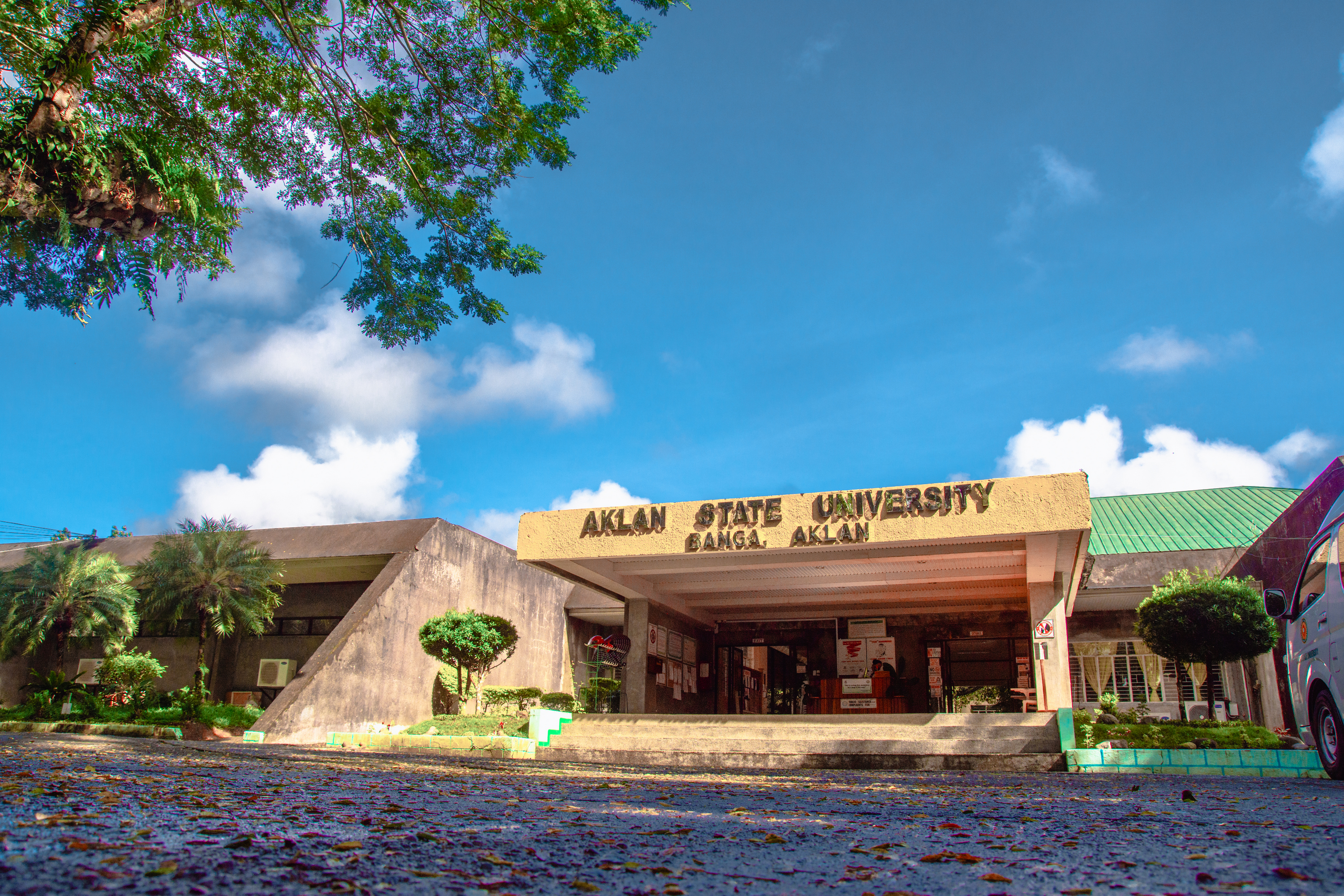
Bibliotheksgebäude der Aklan State University

Die Aklan State University (ASU) befindet sich in der Provinz Aklan auf den Philippinen. Sie ist eine staatliche Universität und gilt als eine bedeutende Bildungseinrichtung in der Verwaltungsregion der Western Visayas. An der Universität schrieben sich im zweiten Semester 2011 8.272 Studenten ein.

## Standorte
Die Universität ist aufgeteilt auf fünf Standorte in  den Gemeinden:
- Der Aklan State University Hauptsitz befindet sich an der Pili Avenue in Banga
- College of Industrial Technology, Campus in Kalibo
- College of Hospitality and Rural Resource Management, Campus in Ibajay
- College Teacher Education Center, Campus in Makato
- College of Fisheries and Marine Sciences, Campus in New Washington

## Fakultäten
Die West Visayas State University beherbergt verschiedene Fakultäten, diese sind in Hochschul- und Fachschulbereiche, sowie in der Berufsausbildung in Colleges gegliedert. Dieses sind Colleges of Agriculture, Forestry and Environmental Sciences, Arts and Sciences, School of Extension and Community Services, Information and Communication Technology Center, Graduate School, Research Development Services, Teacher Education, College of Veterinary Medicine, School of Management Sciences und oben genannte Colleges verteilt, auf die einzelnen Campuse.

## Geschichte
Die Geschichte der Universität begann 1917, als die  Banga Intermediate School eröffnet wurde. In der Folgezeit wurde die Schule in den Ausbildungsprogrammen erweitert, so dass bereits im Juni 1918 die Schule umbenannt wurde in die Capiz Farm School. 1928 wurde die Schule erweitert, so dass die Schule einen Gymnasialbereich erhielt und in Banga Rural High School umbenannt wurde. 1963 wurde der Status der Schule erhöht und das Aklan Agricultural College eröffnet. 1966 wurden die ersten akademischen Studienlehrgänge offeriert um den Bachelor of Science in Agriculture zu erreichen. 1992 wurde der Status des Colleges erhöht, indem es in das Aklan State College of Agriculture umgewandelt wurde. 1999 wurden die vier Ausbildungseinrichtungen des Roxas Memorial College of Arts and Trades (RMCAT) in Kalibo, das Aklan National College of Fisheries (ANCF) in New Washington, das Northern Panay Teachers College (NPTC) in Makato und das Western Aklan Polytechnic College (WAPC) in Ibajay in die Organisationsstruktur des State Colleges integriert. Am 4. Oktober 2001 wurde dem College der Status einer Universität verliehen, Grundlage hierzu waren das Republikgesetz 9055.